# Albrechtice nad Orlicí (hrad)
Hrad Albrechtice nad Orlicí jsou zaniklý hrad, jehož přesná lokalizace je neznámá. Předpokládá se, že stával v centru stejnojmenné vesnice v okrese Rychnov nad Kněžnou.

## Historie
Obec Albrechtice je poprvé zmiňována v Majestas Carolina z poloviny čtrnáctého století, ale hrad byl pravděpodobně založen až v jeho druhé polovině, kdy vesnici od roku 1352 vlastnili Vartenberkové. První písemná zmínka o hradu je však až z roku 1437. Již předtím však byla vesnice panovníkem často zastavována. Roku 1398, jej od Václava IV. získává do zástavy markrabě Prokop. Od roku 1411 hrad patřil do věnných statků českých královen Žofie Bavorské a Barbory Celjské. Od roku 1495 jej drželi v zástavě Pernštejnové, kteří Albrechtice připojili k pardubickému panství, s nímž byly v roce 1560 prodány za císaře Maxmiliána II. Habsburského královské komoře. K zániku hradu došlo buď za husitských válek nebo při vpádu Uhrů do východních Čech v létě 1470.